# Gâlcești, Argeș
Gâlcești este un sat în comuna Poiana Lacului din județul Argeș, Muntenia, România.